# Offenbach-Nordend
Das Nordend ist ein Stadtteil der südhessischen Großstadt Offenbach am Main. Er ist neben elf weiteren Stadtteilen Juli 2019 aus dem bis dahin stadtteilfreien Bereich gebildet worden.
In diesem Stadtteil lebten im Juni 2020 circa 13.000 Menschen. Damit ist das Nordend drittgrößter Stadtteil Offenbachs nach der Zahl der Einwohner.

## Lage
Das Nordend liegt südlich vom Stadtteil Hafen und grenzt im Westen an den Stadtteil Kaiserlei. Im Süden bildet die Berliner Straße die Grenze zum Westend und Zentrum, welches durch die Kaiserstraße getrennt hier auch östlich auf das Nordend trifft.

## Infrastruktur

### Bildung
Das Nordend ist Standort verschiedener Schulen. Die Fröbelschule ist eine Förderschule in Form einer Ganztagsschule mit Förderschwerpunkt geistige Entwicklung und einer Abteilung für körperlich-motorische Entwicklung. Die Goetheschule ist die Grundschule des Quartiers und hat bei 650 Schülern rund 45 Lehrkräfte. Mit der Schillerschule verfügt das Viertel über eine integrierte Gesamtschule. An ihr werden etwa 1000 Schüler von circa 70 Lehrern betreut.

### Verkehr
Das  Nordend ist nicht von Durchgangsverkehr betroffen. Die als Grenze zum Hafen dienende Hafenallee führt ebenso wie die als Grenze nach Süden fungierende Berliner Straße zur BAB 661, wodurch das Quartier an das Fernstraßennetz angebunden ist. An der Ostgrenze des Viertels verläuft in Nord-Süd-Richtung die Landesstraße 3001, welche unter anderem mit Fechenheim verbindet.
Die Wohngebiete werden von Stadtbuslinien der Offenbacher Verkehrs-Betriebe erschlossen. Im Süden befindet sich zudem die Trasse der Südmainischen S-Bahn. Im Viertel liegt der unterirdische zweigleisige S-Bahnhof Offenbach-Ledermuseum. Hier verkehren alle Linien, die den östlichen Bereich der S-Bahn Rhein-Main bedienen (S1, S2, S8 und S9). Der Halt liegt im City-Tunnel Offenbach.
Die das Viertel von Nord nach Süd durchziehende Taunusstraße sollte 2019 zur Fahrradstraße ausgebaut werden; fertiggestellt wurde das Projekt erst 2020. Mittelfristig ist dadurch eine direkte Anbindung an die am Main im Hafen verlaufenden Radfernwege und nach Süden in Richtung Neu-Isenburg gewährleistet.